# 久保田与四郎

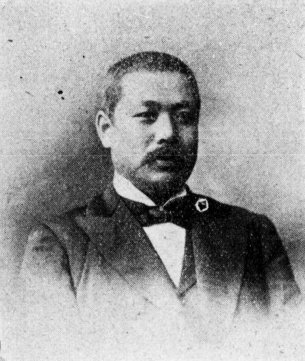
久保田与四郎

久保田 与四郎（くぼた よしろう、文久3年1月11日（1863年2月28日） - 大正8年（1919年）4月24日）は、日本の政治家、弁護士。衆議院議員。

## 来歴・人物
文久3年（1863年）、信濃国小県郡長瀬村（現長野県上田市）で出生。旧姓は高柳。
16歳にして長野師範学校を出て小学校教員となる。明治14年（1881年）1月辞して、翌年慶應義塾に入るが、2年にして帰郷。後に再度上京して明治法律学校に入学。代言人（弁護士）免許を得て、明治19年（1886年）卒業。
明治20年（1887年）1月、東京にて弁護士を開業。後にロンドンに留学して、法学、政治学を学ぶ。
英船ノルマントン号事件の名誉回復訴訟における原告代理人などを務めた。
明治22年（1889年）2月に小県郡から最多得票で長野県会議員に当選するが、本籍地ではないという理由で資格を失ってしまい、以後国政に転じて衆議院議員となった。立憲改進党（のち進歩党、憲政本党）に所属した。
また信濃倶楽部を創立して辻新次（初代文部次官、貴族院議員）らと共に創立以来の幹事を務めた。

## 著作
- 『東洋の危機　附対外国是』冨山房、1898年。NDLJP:776100。